# Jenna Ortega
Jenna Marie Ortega (Palm Desert, California, 27 de septiembre de 2002) es una actriz estadounidense. Logró su gran avance actoral al protagonizar la serie de Disney Channel Stuck in the Middle (2016-2018), donde interpretó a Harley Diaz. Otros de sus primeros trabajos reconocidos incluyen su interpretación como Ellie Alves en la serie de suspense You (2019), y su protagónico en la cinta de comedia familiar Yes Day (2021), ambas de Netflix.
Recibió elogios de la crítica por su actuación en el drama adolescente The Fallout (2021). Consiguió reconocimiento internacional por personificar a Wednesday Addams en la comedia de terror de Netflix Wednesday (2022–presente), por la que recibió nominaciones a un Globo de Oro y un Premio del Sindicato de Actores. También estelarizó en las películas de slasher, Scream y X (ambas en 2022) y Scream VI (2023), mismas que la establecieron como una reina del grito, así como la película de fantasía Beetlejuice Beetlejuice (2024).

## Primeros años
Jenna Marie Ortega, nació el 27 de septiembre de 2002 en Palm Desert, California, siendo la cuarta de seis hermanos. Su padre, un exsheriff que trabaja en la oficina del fiscal de distrito de California, es de ascendencia mexicana, al igual que su madre, compartiendo ascendencia puertorriqueña, trabaja como enfermera de sala de emergencias. La bisabuela materna de Ortega era una inmigrante indocumentada proveniente de Sinaloa, México, y su abuelo materno era de Puerto Rico. Se crio en La Quinta, California, y ha descrito su infancia como «ruidosa y extrovertida». Quiso actuar desde los seis años y, durante tres años, le rogó a su madre que le permitiera perseguir una carrera actoral. Esta intentó distraerla con otras actividades, incluido inscribirla a fútbol escolar. Ortega casi abandonó sus deseos de ser actriz para participar en esto último. Accediendo a sus peticiones, su mamá le compró un libro de monólogos y publicó un vídeo suyo actuando a los nueve años. Un director de casting vio su vídeo y la contrató para una agencia.
Su madre empezó a llevarla a Los Ángeles para asistir a audiciones, un viaje que a veces tomaba hasta seis horas ida y vuelta, cinco días a la semana. Tuvo dificultades para conseguir papeles porque existían pocos personajes para latinas y ella «no lucía [de cierta] manera»; tales experiencias dañaron su autoestima. Consideró teñirse el cabello de rubio en un intento por conseguir más papeles. Durante el primer año, Ortega, que no tenía conexiones en la industria cinematográfica, limitó sus audiciones a comerciales; consiguió intervenciones en doce campañas nacionales, incluidos tres comerciales de McDonald's commercials. De lunes a viernes actuaba en Los Ángeles durante unos días y regresaba a su casa para asistir a la escuela. Se inscribió en instituciones públicas, asistiendo a la primaria Amelia Earhart y a la secundaria John Glenn. Abandonó sus estudios en el octavo grado para participar en proyectos de Disney, consiguiendo un apartamento en Los Ángeles después de obtener un papel en Stuck in the Middle (2016-18). Durante ese tiempo, en Los Ángeles llevaba semana laboral y volvía a casa los fines de semana.

## Carrera

### 2012-2017: inicios como actriz infantil
Hizo su debut como actriz en 2012 con una aparición especial en la serie de comedia de CBS Rob, en el episodio «Baby Bug». Más tarde, hizo una aparición en CSI: NY en el episodio «Unspoken» como Aimee Moore. En 2013, hizo su debut cinematográfico con un papel menor en la película de superhéroes del Universo cinematográfico de Marvel, Iron Man 3 como la hija del vicepresidente. Más adelante, Ortega protagonizó la película de terror Insidious: Chapter 2, la tercera película de la franquicia Insidious, como Annie, un papel secundario. Ambas películas fueron un éxito de taquilla.
En 2014, Ortega tuvo un papel recurrente en la serie Rake, interpretando a Zoe Leon. En el mismo año, fue elegida para el papel recurrente de la versión más joven de Jane Villanueva en la serie de drama romántico Jane the Virgin durante la totalidad del programa. En el mismo año, interpretó a Mary Ann en la comedia directa a video The Little Rascals Save the Day, remake de la película homónima estrenada en 1994. En el siguiente año, Ortega fue elegida para la serie original de Netflix Richie Rich como parte del reparto principal, interpretando a Darcy, la mejor amiga de Richie, interpretado por Jake Brennan. Su personaje era una buscadora de oro, que gastaría el dinero de Richie incluso sin su consentimiento. El programa fue criticado y, en general, obtuvo críticas negativas. Por lo tanto, fue cancelada después de dos temporadas. En el mismo año, apareció en la película After Words como Anna Chapa.
De 2016 a 2018, Ortega luego pasó a protagonizar la serie original de Disney Channel Stuck in the Middle como la protagonista Harley Díaz, siendo el personaje la hija del medio de los siete hermanos Díaz, durante todo el programa. El programa fue bien recibido y Ortega recibió un Premio Imagen por su actuación, además de ser nominada para otros dos. En el mismo año, se unió al elenco de la serie animada Elena of Avalor de Disney, como la voz de la princesa Isabel, que terminó en 2020. El programa fue bien recibido y obtuvo otra nominación al Premio Imagen en 2019. En 2017, protagonizó el video musical del sencillo «Chapstick», que fue interpretado y también protagonizado por el cantante Jacob Sartorius. En el video, Ortega interpretó al interés amoroso de Sartorius, que logró obtener una cobertura mediática significativa.

### 2018-2020: transición a papeles maduros

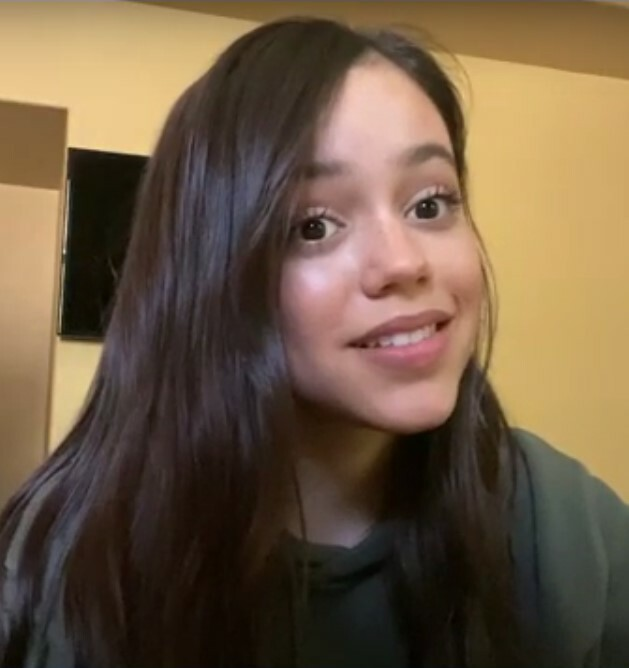
Ortega en 2020.

En 2018, protagonizó la película Saving Flora como el papel principal de Dawn, la hija de un dueño de circo interpretado por David Arquette. La película recibió críticas positivas de los críticos y Ortega recibió elogios por su actuación. Recibió una nominación a Mejor actriz principal en el Festival Internacional de Cine de Southampton. En enero de 2019, había sido elegida para el papel principal de Ellie Alves, la hermana de Delilah Alves, en la segunda temporada de la serie de suspenso de Netflix You, que se estrenó el 26 de diciembre de 2019. En You, su personaje es una chica inteligente y entrometida a la que le gusta actuar como si fuera mayor que su verdadera edad. Ortega comentó sobre su trabajo con los coprotagonistas Penn Badgley y Victoria Pedretti, afirmando que «Ojalá hubiera podido rodar más con Victoria, porque creo que tiene mucho talento [...] Penn es un orador tan elocuente, tan bien pensado y muy respetuoso y amable, y es un placer trabajar con él». La temporada, al igual que la primera temporada del programa, fue elogiada, así como la actuación de Ortega.
En 2019, interpretó a Phoebe en la película de terror de Netflix The Babysitter: Killer Queen. Ella dijo en un segmento con Cosmopolitan que había estado «increíblemente nerviosa» cuando comenzaron a filmar, afirmando que «debido a que era una secuela, todos los demás miembros del elenco ya se conocían [...] Fui al set entrando en pánico porque no sabía lo que estaba haciendo». La película se estrenó en septiembre de 2020, y recibió críticas mixtas de los críticos. En 2020, prestó su voz a Brooklyn en la serie animada de Netflix Jurassic World Camp Cretaceous. La serie recibió críticas mixtas, aunque se elogió la voz de Ortega y el resto del elenco. La serie se renovó para una segunda temporada, cuyo lanzamiento está programado para 2021. En 2020, anunció que haría su debut como escritora con el libro It's All Love, que se lanzó en enero de 2021. Posteriormente interpretó a Katie Torres en la película de comedia de Netflix Yes Day; Fue elegida en 2019, y la película se estrenó en marzo de 2021 con críticas mixtas, aunque se elogió su actuación.
En marzo de 2021, se estrenó la película dramática de secundaria The Fallout, en la que Ortega interpretó el papel principal de Vada, una adolescente que navega por las consecuencias emocionales que experimenta a raíz de una tragedia escolar; se estrenó en HBO Max el 27 de enero de 2022. Reparto en febrero de 2020, la filmación se llevó a cabo durante un mes entre agosto y septiembre de ese mismo año. Recibió una respuesta positiva de los críticos, y la actuación de Ortega fue elogiada, y varios críticos lo calificaron como su papel cinematográfico «de ruptura». The Hollywood Reporter escribió: «[...] El giro bellamente matizado de Ortega comprende la fachada de nada que mirar aquí y las grietas en la armadura».

### 2021-presente: avance actoral y estrellato
En la película de slasher Scream, la quinta película de la franquicia de Scream, interpretó a Tara Carpenter, sobre lo que afirmó: «No creo que existan palabras en inglés para expresar correctamente lo feliz, emocionada y nerviosa que estoy por este viaje». Los directores Matt Bettinelli-Olpin y Tyler Gillett eligieron a Ortega por su capacidad para interpretar tanto el terror como los tonos cómicos, y por el sonido de sus gritos. Estaba nerviosa de unirse a una franquicia conocida, queriendo «hacerle justicia» sin «estafar a nadie». Dijo que trabajar en la película le enseñó la importancia de la química del reparto para el flujo natural del proceso de producción. Scream fue un éxito crítico y comercial, convirtiéndose en la 28.ª película más taquillera de 2022. De acuerdo a The A.V. Club, Ortega demostró una resiliencia y una determinación «increíbles» con su papel. También ganó el Premio MTV Movie a la Actuación Más Aterradora.
Posteriormente, intervino en la cinta de terror dirigida por Foo Fighters, Studio 666 (2022). Críticos dijeron que estaba infrautilizada; según Los Angeles Times, «ni siquiera un cameo de... la más reciente Reina del Grito en 2022, Jenna Ortega... puede ofrecer verdaderas experiencias de terror a esta película». Luego protagonizó la película slasher X (2022), que fue dirigida y escrita por Ti West, quien dijo que Ortega era «dedicada a sus compromisos». Ortega se sumó al proyecto por su guion, describiéndolo como «lo más escandaloso que he leído jamás», y la oportunidad de trabajar con West. Dicho por ella, el proceso de grabación fue agradable y único debido al estilo de filmación de West. X se convirtió en su película mejor valorada en el agregador de reseñas Rotten Tomatoes; The Australian la apodó a ella y a su coprotagonista Mia Goth como, «ladronas de escenas». La comedia de terror American Carnage fue el último estreno cinematográfico de Ortega de 2022. The A.V. Club dijo que ella continuaba s«u racha como la nueva it-girl del terror con una personalidad punk obstinada que enmascara su preocupación por otras personas», mientras que IGN elogió su «caparazón sin importancia».

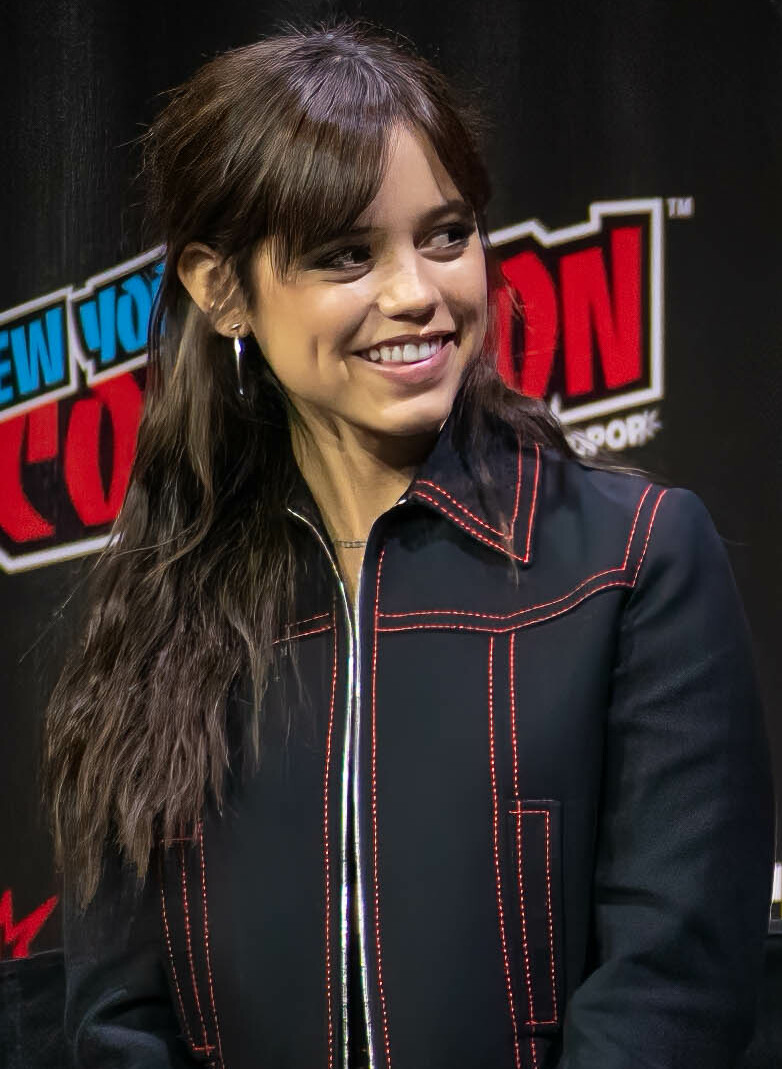
Promocionando Wednesday en 2022.

En mayo de 2021, fue elegida para interpretar a Wednesday Addams en la serie de comedia y terror de Netflix Wednesday (2022), algo a lo que ella llamó un «nuevo capítulo» en su carrera. Hizo una audición a través de una llamada de Zoom con el director Tim Burton, durante la cual leyó un monólogo de cuatro páginas. El equipo de casting consideró que su interpretación ofrecía al personaje la empatía necesaria. Al principio dudó en aceptar el personaje porque quería centrarse en la actuación cinematográfica y temía que trabajar en otra serie de televisión le impidiera conseguir los papeles que quería. Para prepararse para el papel se sometió a «la transformación física más grande que jamás haya hecho», cortándose el cabello y tiñéndolo de negro, además de alterar sus gestos, estilo de hablar y expresiones faciales. También aprendió a tocar el violonchelo y a hablar alemán, leyó el cómic original de Addams Family y vio la adaptación televisiva de los años sesenta. Ortega declaró que la producción de la primera temporada de Wednesday fue su «trabajo más abrumador» en 2022, y habló sobre estar en un estado constante de confusión y estrés sobre la dirección de la serie y el personaje. Dijo que nunca «se había tenido que parar en un set como lo hizo en Wednesday», ya que sentía que el guion inicial no tenía sentido desde el punto de vista del personaje y no se adaptaba a la personalidad de Wednesday. Mientras filmaba algunas escenas, cambiaba sus líneas sin informar al equipo.
Tras el lanzamiento de Wednesday, los críticos la elogiaron ampliamente: CNN dijo que su actuación distingue a la serie de otras series similares, siendo «implacablemente extraña, un retrato de una intensidad implacable y extrañamente entrañable a la vez». Wednesday se convirtió en uno de los programas más vistos de Netflix, recibiendo más de mil millones de horas de visualización en un mes. Por su trabajo, recibió nominaciones a un Globo de Oro y a un premio del Sindicato de Actores. También fue nominada a un Primetime Emmy en la categoría a mejor actriz principal en una serie de comedia, convirtiéndose en la segunda nominada más joven de la categoría. Más tarde habló sobre su incomodidad por volverse conocida debido a su trabajo en la serie, habiendo tenido una experiencia creativamente desagradable grabándola.
En marzo de 2023, presentó un episodio de la serie de comedia de sketches de NBC, Saturday Night Live. Ortega retomó su papel como Tara Carpenter en Scream VI. Comentó que su personaje tenía más personalidad en esta película a diferencia de la entrega anterior, en la que solo «estaba gritando y llorando todo el tiempo». Al crear la personalidad de Tara, Ortega tuvo en cuenta varios rasgos del personaje, incluido su color favorito, estilo de moda, maquillaje y sentido del humor. Scream VI se estrenó en marzo de 2023 y recaudó más de 169 millones de dólares con un presupuesto de 33 a 35 millones de dólares. Deadline Hollywood atribuyó su éxito de taquilla en parte al poder estelar de Ortega. En una reseña, Owen Gleiberman de Variety elogió su «valentía hosca», y Slant Magazine dijo que «encarnó fantásticamente el papel». En noviembre de 2023, se informó que abandonaba la franquicia de Scream debido a conflictos de programación con la filmación de la segunda temporada de Wednesday. The Hollywood Reporter reportó más tarde que dejó la franquicia después de una solicitud infructuosa de un pago de siete cifras. En el filme de suspenso policial Finestkind (2023), interpretó a Mabel, la hija de un traficante de drogas que busca su propio camino en la vida. La producción se estrenó en el Festival Internacional de Cine de Toronto y recibió críticas negativas. Varios periodistas comentaron que Ortega había sido elegida incorrectamente para el papel.

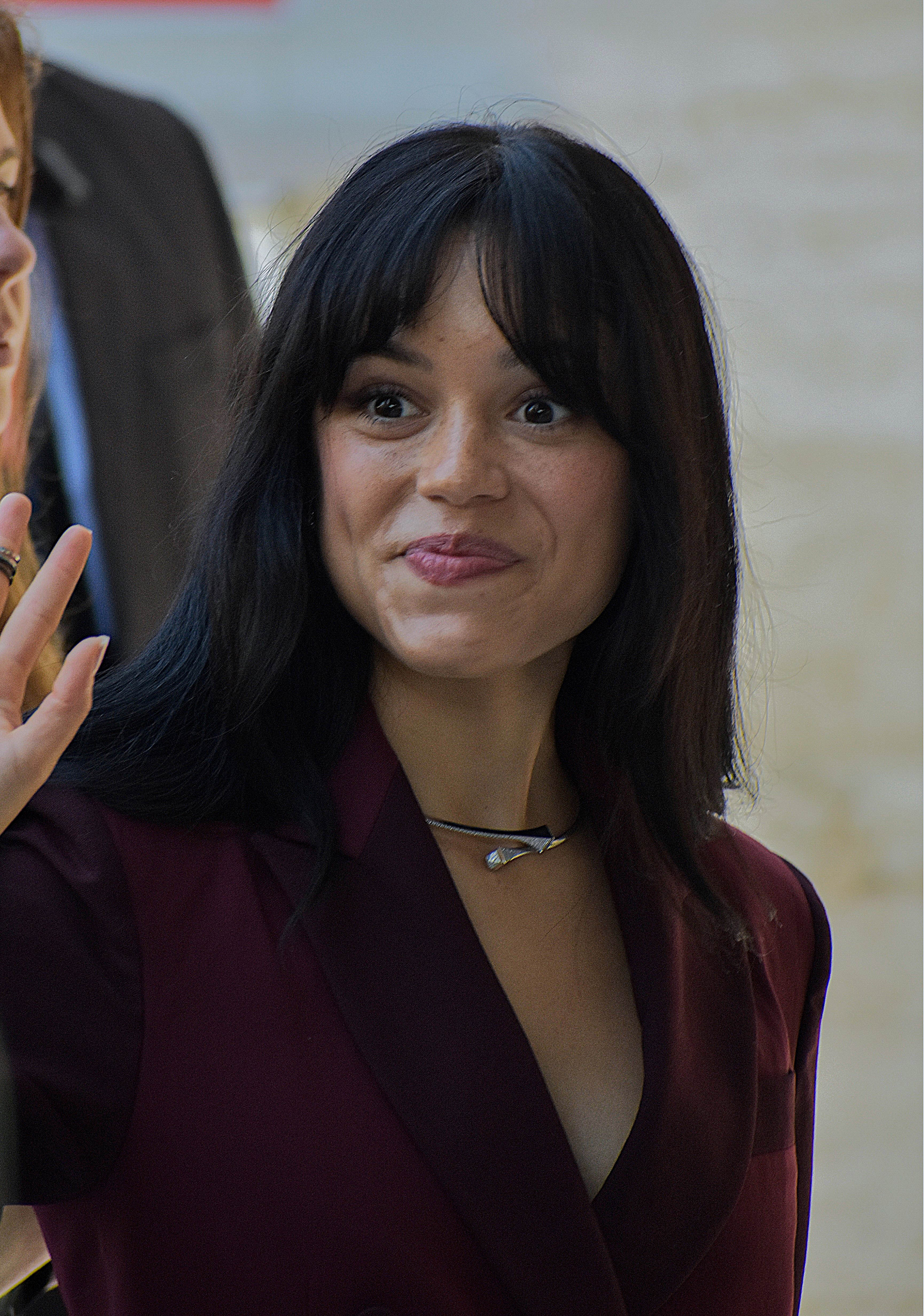
Retratada en el estreno de Beetlejuice Beetlejuice en el Festival Internacional de Cine de Venecia de 2024.

Ortega inició el 2024 coprotagonizando el drama Miller's Girl, junto a Martin Freeman. La película cuenta la historia de Cairo Sweet (Ortega), una estudiante de secundaria cuya habilidad para escribir capta el interés de su profesor, lo que conduce a una relación complicada entre ambos. Definió a su personaje como «el más complejo que he interpretado jamás» y describió el material como arriesgado ya que pensó que provocaría discusiones sobre temas que la gente podría encontrar perturbadores. Christy Lemire de RogerEbert.com llamó a Ortega «lo suficientemente magnética» como para mantener el interés del espectador, aunque pensó que los motivos del personaje eran predecibles e ilógicos; Mark Kennedy, de Associated Press, calificó la película como «un giro inútil y extraño» en su trayectoria. Ortega actuó y fue productora ejecutiva del drama romántico Winter Spring Summer or Fall, junto con Percy Hynes White que estuvieron anteriormente en la serie,se estrenó en el Festival de Cine de Tribeca de 2024. La directora Tiffany Paulsen la describió como la primera opción del equipo de casting para el papel de Remi Aguilar, una chica inteligente que se enamora de un músico rebelde. Tiempo después, estelarizó el video musical de Taste, una canción de Sabrina Carpenter.
Ortega protagonizó la película de fantasía de Burton Beetlejuice Beetlejuice (2024), una secuela de Beetlejuice (1988)—interpretando a Astrid Deetz, la cínica y rebelde hija adolescente de Lydia Deetz. Se proyectó por primera vez en el 81.º Festival Internacional de Cine de Venecia y recibió críticas generalmente positivas. The Guardian comentó que retrató a su personaje «justo con el tono de melancolía conmovedora». Rolling Stone dijo que su elección de casting fue «impecable» y elogió las emociones que transmitió usando una «mirada inexpresiva de clase mundial». En una reseña más negativa, The Independent afirmó que «no puede evitar parecer un poco insulsa y estricta» actuando junto a Michael Keaton como Betelgeuse.

#### Proyectos futuros
Ortega se ha unido al elenco de Klara and the Sun (2025), que dirigirá Taika Waititi. Está programada a aparecer y ser productora ejecutiva de una película sin título de Trey Edward Shults, que será coprotagonizada por The Weeknd y Barry Keoghan. Está prevista a protagonizar Death of a Unicorn (2025), una comedia negra coprotagonizada por Paul Rudd, y Alba; ambas serán producidas y distribuidas por A24.
También esta previsto que retome su personaje como Wednesday Addams en la segunda temporada de Wednesday. De la misma, se convirtió en productora ejecutiva, lo que describió como una «progresión natural» ya que la primera temporada «naturalmente ya era muy colaborativa». Ortega ayudó a supervisar el vestuario, los personajes y los guiones.

## Vida personal
En una entrevista con InStyle en 2021, Jenna Ortega declaró: «Elimino Instagram de mi teléfono probablemente dos veces por semana. Trato de alejarme lo más posible, pero es difícil porque ahora es como se conectan los jóvenes, [...] así que gran parte de lo que se anuncia no es auténtico o necesariamente lo mejor para tu bienestar, por lo que debes tomar las redes sociales con cuidado».
Ortega ha utilizado sus plataformas para promover el apoyo a los inmigrantes y la política que los involucra. Ortega es partidaria de Pride Over Prejudice, una campaña que promueve la aceptación hacia la comunidad LGBT; ha abogado por la organización desde que tenía 13 años. Está a favor de la inmigración y en contra de la discriminación, y le dijo a Teen Vogue: «Es importante abrazar tu cultura hoy porque hay tantas etnias diferentes en Estados Unidos. Al final del día, eres tú. Tienes que ser fiel a ti mismo, y no puedes cambiarte a ti mismo para encajar o hacer que alguien más se sienta cómodo».
En 2016, Ortega organizó un encuentro y saludo para los fanáticos para recaudar dinero para una niña con cáncer. En 2018, en los Radio Disney Music Awards, Ortega usó una chaqueta que mostraba las palabras «Me importa y a tí también debería importarte» en respuesta a la vestimenta de la primera dama Melania Trump cuando fue a visitar a los niños inmigrantes que estaban alojados sin sus padres, que decían «Realmente no me importa. ¿A ti?». El hecho obtuvo una importante cobertura mediática. Sobre la acción, Ortega le dijo a Forbes: «Recuerdo que estaba revisando las noticias en mi teléfono y vi lo que llevaba puesto Melania en el camino a visitar a los niños inmigrantes. Me ofendí profundamente y justo en ese momento supe cuál quería que fuera mi declaración». A lo largo de 2019, Ortega apareció en numerosos conciertos del Día WE en los Estados Unidos y Canadá en beneficio de WE Charity.
En 2020, Ortega fue nombrada embajadora de marca de Neutrogena. Al convertirse en embajadora, le dijo a ¡Hola!: «No podría estar más extasiada. Lo digo una y otra vez, pero realmente es un sentimiento tan surrealista, especialmente con una marca tan icónica, que he admirado durante tanto tiempo». Al año siguiente, Ortega anunció en su Instagram que se asociaría con Neutrogena en For People with Skin, que es un «compromiso de equipo para promover la salud de la piel para todos los consumidores, independientemente de su raza, edad, etnia, necesidad de la piel o ingresos».
En 2022, Ortega reveló que estuvo a punto de dejar la actuación para convertirse en futbolista. Dijo que jugó en todas las posiciones de fútbol y en algunos casos como mediocampista, además de añadir que es fanática del jugador argentino Lionel Messi. Cuando era niña, participó en la American Youth Soccer Organization, un programa de fútbol juvenil.
En un episodio de Hot Ones, lanzado el 2 de marzo de 2023, Ortega criticó a la industria del entretenimiento por aparentemente tergiversar a la Generación Z como no «inteligente». Además, creía que los medios recientes tenían la tendencia de retratar a la Generación Z en su adolescencia como «malcriados», «adolescentes malhablados» o «muchas veces poco inteligentes, lo que no creo que sea cierto».

## Estilo e influencias
Ortega ha declarado que siente que para ella es importante asumir roles más variados en la actuación, para no ser encasillada. Le dijo a la revista E! Online en 2021 que ella no quería ser «encasillada como actriz, y quiero hacer los roles más diversos que pueda y realmente cambiar». Esto le facilitó la transición a roles más maduros.
En una entrevista con Collider, Ortega dijo que inicialmente se inspiró para dedicarse a la actuación después de ver la actuación de la actriz Dakota Fanning en la película Man on Fire (2004), afirmando que «Después de ver a Dakota, que obviamente tenía tanto talento cuando era joven, decidí que quería ser la versión puertorriqueña de ella». También dijo que pensaba que Denzel Washington era «el hombre más genial que había visto en mi vida». Ortega también cita a la actriz Gina Rodríguez, con quien trabajó en el drama televisivo Jane The Virgin, como una de sus principales influencias. Afirmó que admira a Rodríguez por su historia similar a la de ella, y por su esfuerzo y habilidad.

## Imagen pública
En 2022, The Hollywood Reporter la apodó como «La próxima gran cosa», refiriéndose a su carrera como actriz.
Luego de sus trabajos relacionados con el género de terror en 2022, Ortega se coronó como una reina del grito. La revista estadounidense Inverse, escribió un artículo en el que se observaba como amplió la definición de películas con sus papeles versátiles, habiendo sido tanto «la pista falsa como la chica final, incluso dentro de la misma película».

## Filmografía

### Cine
| Año  | Título                          | Papel                   | Ref.            |
| ---- | ------------------------------- | ----------------------- | --------------- |
| 2013 | Iron Man 3                      | Hija del vicepresidente | [ 165 ]         |
| 2013 | Insidious: Chapter 2            | Annie                   | [ 166 ]         |
| 2014 | The Little Rascals Save the Day | Mary Ann                | [ 167 ]         |
| 2015 | After Words                     | Anna Chapa              | [ 26 ]          |
| 2018 | Saving Flora                    | Dawn                    | [ 35 ]          |
| 2019 | Wyrm                            | Suzie                   | [ 168 ]         |
| 2020 | The Babysitter: Killer Queen    | Phoebe Atwell           | [ 44 ]          |
| 2021 | Yes Day                         | Katie Torres            | [ 52 ]          |
| 2021 | The Fallout                     | Vada Cavell             | [ 57 ]          |
| 2022 | Scream V                        | Tara Carpenter          | [ 41 ] [ 169 ]  |
| 2022 | Studio 666                      | Skye Willow             | [ 71 ]          |
| 2022 | X                               | Lorraine Day            | [ 75 ]          |
| 2022 | American Carnage                | Camila Montes           | [ 170 ]         |
| 2023 | Scream VI                       | Tara Carpenter          | [ 171 ] [ 172 ] |
| 2023 | Finestkind                      | Mabel                   | [ 173 ]         |
| 2024 | Winter Spring Summer or Fall    | Remi Aguilar            |                 |
| 2024 | Miller's Girl                   | Cairo Sweet             | [ 174 ]         |
| 2024 | Beetlejuice Beetlejuice         | Astrid Deetz            |                 |
| 2025 | Hurry up Tomorrow               | Anima                   |                 |
|      |                                 |                         |                 |

### Televisión
| Año           | Título                         | Papel                  | Notas                                       | Ref.           |
| ------------- | ------------------------------ | ---------------------- | ------------------------------------------- | -------------- |
| 2012          | Rob                            | Niña                   | Episodio: «The Baby Bug»                    | [ 18 ] [ 175 ] |
| 2012          | CSI: NY                        | Aimee Moore            | Episodio: «Unspoken»                        | [ 19 ] [ 176 ] |
| 2013          | Days of Our Lives              | Hayley                 | Episodio: «12062»                           | [ 19 ]         |
| 2014          | Rake                           | Zoe Leon               | Personaje recurrente                        | [ 177 ]        |
| 2014-2019     | Jane the Virgin                | Jane Villanueva (niña) | Personaje recurrente                        | [ 160 ]        |
| 2015          | Richie Rich                    | Darcy                  | Papel principal                             | [ 178 ]        |
| 2016-2018     | Stuck in the Middle            | Harley Díaz            | Protagonista                                |                |
| 2016-2020     | Elena of Avalor                | Princesa Isabel        | Papel principal                             | [ 179 ]        |
| 2016          | Elena and the Secret of Avalor | Princesa Isabel        | Película de televisión                      | [ 180 ]        |
| 2018          | Bizaardvark                    | Izzy                   | Episodio: «The BFF (Before Frankie Friend)» | [ 181 ]        |
| 2019          | Big City Greens                | Gabriella Espinosa     | Voz; 6 episodios                            | [ 177 ]        |
| 2019          | You                            | Ellie Alves            | Papel principal (temporada 2)               | [ 38 ]         |
| 2020          | Home Movie: The Princess Bride | Princesa Buttercorp    | Episodio: «The Fire Swamp»                  | [ 182 ]        |
| 2020-2022     | Jurassic World Camp Cretaceous | Brooklynn (voz)        | Papel principal                             | [ 47 ]         |
| 2022—presente | Wednesday                      | Wednesday Addams       | Protagonista                                | [ 84 ]         |
| 2023          | Saturday Night Live            | Anfitriona             | Episodio: «Jenna Ortega/The 1975»           | [ 183 ]        |

### Videos musicales
| Año  | Canción     | Artista           | Ref.            |
| ---- | ----------- | ----------------- | --------------- |
| 2017 | «Chapstick» | Jacob Sartorius   | [ 184 ] [ 185 ] |
| 2024 | «Taste»     | Sabrina Carpenter | [ 186 ]         |

## Premios y nominaciones
| Año  | Premio                                         | Categoría                                                  | Trabajo nominado                                        | Resultado | Ref.    |
| ---- | ---------------------------------------------- | ---------------------------------------------------------- | ------------------------------------------------------- | --------- | ------- |
| 2014 | Premios Fright Meter                           | Mejor actuación de un reparto                              | Insidious: Chapter 2                                    | Nominada  | [ 187 ] |
| 2015 | Premios Internacionales de Cine Online         | Mejor reparto en una serie de comedia                      | Jane the Virgin                                         | Nominada  | [ 188 ] |
| 2016 | Premios Imagen                                 | Mejor actriz joven - Televisión                            | Stuck in the Middle                                     | Nominada  | [ 189 ] |
| 2018 | Premios Imagen                                 | Mejor actriz joven - Televisión                            | Stuck in the Middle                                     | Ganadora  | [ 190 ] |
| 2018 | Premios Imagen                                 | Mejor programación infantil                                | Elena of Avalor                                         | Ganadora  | [ 190 ] |
| 2018 | Festival Internacional de Cine de Southampton  | Mejor actriz principal en un largometraje                  | Saving Flora                                            | Nominada  | [ 37 ]  |
| 2019 | Premios Imagen                                 | Mejor actriz joven - Televisión                            | Stuck in the Middle                                     | Nominada  | [ 30 ]  |
| 2019 | Premios Imagen                                 | Mejor actriz joven - Televisión                            | Elena of Avalor                                         | Nominada  | [ 30 ]  |
| 2021 | Premios Imagen                                 | Mejor actriz - Largometraje                                | Yes Day                                                 | Nominada  | [ 191 ] |
| 2022 | MTV Movie & TV Awards                          | Actuación más asustada                                     | Scream                                                  | Ganadora  | [ 192 ] |
| 2022 | Hollywood Critics Association Midseason Awards | Mejor actriz                                               | The Fallout                                             | Nominada  | [ 193 ] |
| 2022 | International Online Cinema Awards             | Mejor actriz en miniserie o telefilme                      | The Fallout                                             | Nominada  |         |
| 2023 | Nickelodeon Kids' Choice Awards                | Actriz Favorita de TV – Programa Familiar                  | Wednesday                                               | Ganadora  | [ 194 ] |
| 2023 | Premios Globo de oro                           | Mejor actriz de serie de televisión - Comedia o musical    | Wednesday                                               | Nominada  |         |
| 2023 | MTV Movie & TV Awards                          | Mejor Dúo en la Pantalla (compartido con Victor Dorobantu) | Wednesday                                               | Nominada  |         |
| 2023 | MTV Movie & TV Awards                          | Best performance in a show                                 | Wednesday                                               | Nominada  |         |
| 2023 | Premios del Sindicato de Actores               | Mejor actriz de televisión - Comedia                       | Wednesday                                               | Nominada  |         |
| 2023 | MTV Movie & TV Awards                          | Mejor Héroe                                                | Wednesday                                               | Nominada  |         |
| 2023 | Premios Juventud                               | Social Dance Challenge                                     | Wednesday                                               | Nominada  |         |
| 2025 | Kids' Choice Awards                            | Actriz de cine favorita                                    | Por su papel de Astrid Deetz en Beetlejuice Beetlejuice | Nominada  | [ 195 ] |